# Spirit Lake (Idaho)
Spirit Lake – miasto w Stanach Zjednoczonych, w stanie Idaho, w hrabstwie Kootenai.